# DV Водолея
DV Водолея (лат. DV Aquarii), HD 199603 — тройная звезда в созвездии Водолея на расстоянии приблизительно 292 световых лет (около 89 парсеков) от Солнца. Видимая звёздная величина звезды — +5,963m. Возраст звезды оценивается как около 679 млн лет.
Первый и второй компоненты — двойная затменная переменная звезда типа Беты Лиры (EB). Видимая звёздная величина звезды — от +6,25m до +5,89m. Орбитальный период — около 1,5755 суток.

## Характеристики
Первый компонент — белая звезда спектрального класса A9IV или A9V. Масса — около 1,7 солнечной, радиус — около 2,756 солнечных, светимость — около 28,8 солнечных. Эффективная температура — около 7638 К.
Второй компонент — жёлто-белая звезда спектрального класса F. Масса — около 1,01 солнечной, радиус — около 1,149 солнечного. Эффективная температура — около 6056 К.
Третий компонент — предположительно оранжевый карлик спектрального класса K. Масса — около 0,78 солнечной. Удалён на 129 угловых секунд. Орбитальный период — около 611855 лет.